# Raphidiocystis
Raphidiocystis es un género con ocho especies de plantas con flores perteneciente a la familia Cucurbitaceae. 

## Especies seleccionadas
| - Raphidiocystis brachypoda - Raphidiocystis caillei - Raphidiocystis chrysocoma - Raphidiocystis jeffreyana | - Raphidiocystis mannii - Raphidiocystis phyllocalyx - Raphidiocystis ugandensis - Raphidiocystis welwitschii |